# 스탠더드브레드
스탠더드브레드(Standardbred)는 품종 구성원이 속보 또는 측대보로 경쟁하는 마차 경주 능력으로 가장 잘 알려진 미국 말 품종이다. 북미에서 개발된 스탠더드브레드는 전 세계적으로 인정받고 있으며, 이 품종의 혈통은 18세기 영국까지 거슬러 올라간다. 그들은 좋은 기질을 지닌 튼튼하고 체격이 좋은 말이다. 마차 경주 외에도 스탠더드브레드는 특히 미국 중서부와 동부, 온타리오 남부에서 말 쇼와 취미 승마를 포함한 다양한 승마 활동에 쓰인다.

## 자료
- Lynghaug, Fran (2009). 《The Official Horse Breeds Standards Book: The Complete Guide to the Standards of all North American Equine Breed Associations》. Minneapolis, MN: Voyageur Press. ISBN 978-0-7603-3499-7.